# Jean-Rodolphe Perronet

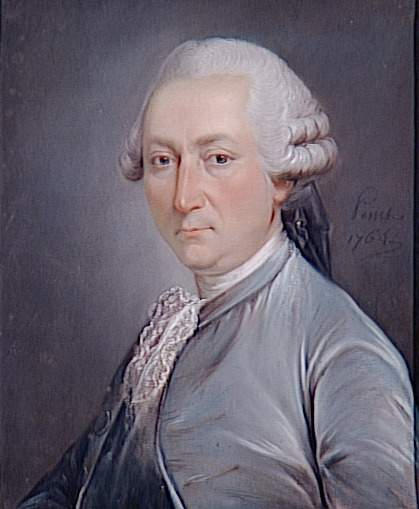
Jean-Rodolphe Perronet

Jean-Rodolphe Perronet (* 27. Oktober 1708 in Suresnes; † 27. Februar 1794 in Paris) war ein französischer Architekt und Bauingenieur des neuzeitlichen Steinbrückenbaus, der für seine steinernen Bogenbrücken bekannt ist. Sein bekanntestes Werk ist die Pont de la Concorde von 1787.

## Leben und Werk
Er war der Sohn eines Schweizer Gardisten aus Frankreich, David Perronet (* 1685), ursprünglich aus Vevey, und seiner Ehefrau Marie. Mit 17 Jahren trat er nach dem Tod des Vaters als Lehrling bei dem Unternehmen von Jean Beausire (1651–1743) ein. Er beschäftigte sich mit der Planung und dem Bau der Pariser Abwasseranlagen, der Dammherstellung und der Wartung der Straßen in der Banlieue. 1735 wurde er zum Unter-Ingenieur, sous-ingénieur von Alençon ernannt und 1736 trat er in das Corps des ponts et chaussées ein. 1737 wurde er sous-ingénieur, dann Ingenieur der Généralité (Bezirksverwaltung) von Alençon.
Im Jahr 1747 wurde Perronet zum Direktor des königlichen Zeichenbüros (Bureau des dessinateurs du Roi) ernannt, das auch gerade Daniel-Charles Trudaine (1703–1769) in Auftrag genommen hatte, um Landkarten und Pläne für das Königreich herzustellen Diese erste École des ponts et chaussées hatte ihr Domizil im Hôtel Libéral Bruant in Paris. Perronet hatte die Aufgabe, Brücken- und Straßenbauingenieure auszubilden und ihre Arbeit zu überwachen. Das Büro wurde das „Büro der Schüler der Brücken und Straßen“ (Bureau des élèves des ponts et chaussées), dann wurde es 1775 umbenannt in École Nationale des Ponts et Chaussées (Schule für Brücken- und Straßenbau). Ihr Leiter, Inspirator und Lehrer Perronet war seinen Schülern ein wahrer spiritueller Vater und er wandte eine neue Lehrmethode an, die heute sehr modern wirkt. Während dieser Zeit schloss er Freundschaft mit dem Schweizer Brückenbauer Charles Labelye (1705–1781), den Baumeister der Westminster Bridge.

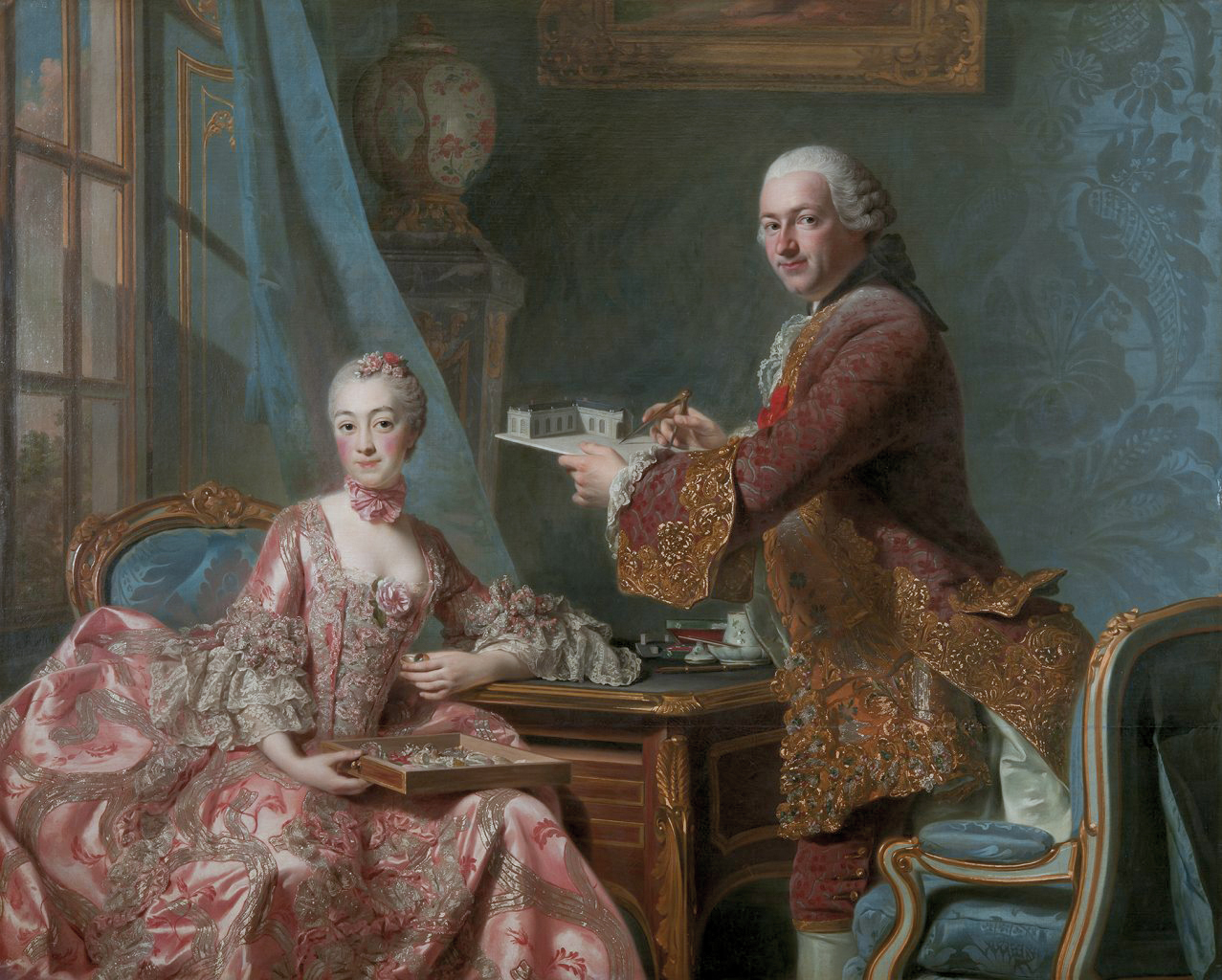
Doppelportrait Architect Jean-Rodolphe Perronet mit seiner Frau von Alexander Roslin (1759)
im Göteborgs konstmuseum

Perronet wandte sich ausdrücklich von der auch von Hubert Gautier beschriebenen und damals noch herrschenden Ansicht ab, dass die Pfeilerstärke etwa ein Fünftel der Spannweite des Brückenbogens betragen müsse. Wichtiger sei es, für sorgfältig ausgeführte Fundamente zu sorgen und dem durchströmenden Wasser soviel Raum wie möglich zu lassen. Die erste praktische Umsetzung dieser Theorie war seine Pont de Neuilly (1774, Neuilly-sur-Seine) mit Pfeilerstärken von lediglich einem Neuntel der Spannweite von jeweils 39 m bei den fünf Einzelbögen. Außerdem führte er wieder Kuhörner (cornes de vache) an den Rändern der Steinbögen ein, die diesen eine flachere Form verliehen. Von 21 großen Brückenentwürfen, meist über Loire und Seine, führte er 13 unter persönlicher Bauleitung aus, zuletzt die Pont de la Concorde, erbaut von 1787 bis 1791 in Paris und heute noch bestehend. Bekannt war er auch für seine effiziente Organisation der Baustellen bis in das letzte Detail. Er entwickelte komplizierte Lehrgerüste und erfand neue Baugeräte wie zum Beispiel kippbare Bauwagen. Für die Pfeilerfundamente der Pont de Neuilly entwickelte er wasserdichte Kastendämme, die er mit Wasserrädern innen trockenlegte. Insgesamt konnte er die Bauzeit bei der Pont de Neuilly von veranschlagten zehn auf sechs Jahre reduzieren. Das aufsehenerregende Richtfest unter Anwesenheit des Königs mit der Entfernung der Lehrgerüste, die unter großem Getöse in die Seine stürzten, war am 22. September 1772. Der König fuhr als Erster mit seiner Kutsche über die Brücke. Allerdings ging Peronnet kein Risiko ein und hatte die Lehrgerüste schon Tage zuvor absenken lassen, was aber äußerlich kaum sichtbar war. Für den Verkehr freigegeben wurde die Brücke 1774 und galt in Europa als vorbildlich. 1956 wurde sie abgerissen.
Neben seinen Brücken wurden zwischen 1747 und 1791 auch 2500 km Straßen unter seiner Leitung gebaut oder repariert. Er steuerte auch, als Enzyklopädist, den Artikel Pompe à feu (Feuerpumpe) zur Encyclopédie ou Dictionnaire raisonné des sciences, des arts et des métiers bei. Er plante den Bau des Canal du Bourgogne, der aber erst 1843 fertiggestellt wurde, und die weiträumige Wasserversorgung von Paris.
1763 wurde er zum ersten Ingenieur des Königs (premier ingénieur du roi) ernannt und 1765 als Mitglied (member of the associate) der Akademie der Wissenschaften Académie des sciences aufgenommen. 1772 wurde Perronet zum ausländischen Mitglied der Königlichen Schwedischen Akademie der Wissenschaften und 1788 zum Mitglied (Fellow) der Royal Society gewählt. 1790 wurde er auswärtiges Mitglied der Preußischen Akademie der Wissenschaften.
Die Straße direkt an der École des ponts et chaussées (die das 6. und das 7. Arrondissement in Paris voneinander trennt) ist heute nach ihm benannt. Eine Statue von ihm wurde in der nordöstlichen Ecke der Île de Puteaux in Neuilly-sur-Seine errichtet, zu Füßen der Pont de Neuilly, deren erste steinerne Version 1768–1774 von ihm gebaut worden war und die bis 1942 bestand.
Sein Assistent war ab 1780 Gaspard de Prony.
Seine Werke wurden 1820 von Johann Friedrich Wilhelm Dietlein in deutscher Übersetzung veröffentlicht.

## Werk

### Brücken
- 1763: Pont George V in Orléans (Abnahme und Abrechnung)
- 1757–1765: Brücke in Mante
- 1758–1764: Brücke in Trilport
- 1765–1786: Brücke in Château-Thierry
- 1766–1769: Pont Saint-Edne in Nogent
- 1768–1774: Pont de Neuilly in Neuilly-sur-Seine
- 1770–1771: Pont Les Fontaines
- 1774–1785: Brücke in Sainte-Maxence sur l’Oise
- 1775: Brücke in Biais-Bicheret
- 1776–1791: Brücke in Nemours
- 1784–1787: Brücke in Brunoy
- 1786–1787: Brücke in Rosoy
- 1786–1791: Pont Louis XVI, später umbenannt in Pont de la Concorde, Paris

### Veröffentlichungen
- Perronet: Description des projets et de la construction des ponts de Neuilli, de Mante, d'Orléans, de Louis XVI, etc. On y a ajouté le projet du canal de Bourgogne, pour la communication des deux mers par Dijon; et de celui de la conduite des eaux de l'Yvette et de la Bievre à Paris Didot fils aîné=Jombert jeune, Paris, 1788. Digitalisat auf Google Books, abgerufen am 29. Februar 2012.
- J.F.W. Dietlein: Perronets Werke, die Beschreibung der Entwürfe und der Bauarten der Brücken bei Neuilli,Mantes, Orleans, Ludwigs XVI. etc. den Entwurf des Burgundischen Kanals und den der Wasserleitung von der Yvette und Bievre nach Paris, sowie mehrere einzelne Abhandlungen, enthaltend. Aus dem Französischen übersetzt von J.F.W. Dietlein. Halle, bei Hemmerde und Schwetschke, 1820. Digitalisat auf Google Books, abgerufen am 29. Februar 2012.
- Perronet: Memoire sur la recherche des moyens que l'on pourroit employer pour construire de grandes Arches de pierre de deux cents, trois cents, quatre cents & jusqu'à cinq cents pieds d'ouverture, qui seroient destinées à franchir de profondes vallées bordées de rochers escarpés. Imprimerie nationale exécutive du Louvre, Paris, 1793. Digitalisat auf Google Books, abgerufen am 29. Februar 2012.
- Perronet: Devis des ouvrages à faire pour la construction du pont de Louis XVI. Imprimerie de Lottin l'aîné & Lottin, Paris, 1787. Digitalisat auf Google Books, abgerufen am 29. Februar 2012.